# Max Mendheim
Friedrich Albert Max Mendheim, född den 11 januari 1862 i Leipzig, död där den 16 augusti 1939, var en tysk skriftställare, redaktör, lyriker och kritiker.
Mendheim studerade germanistik, nyare historia och filosofi i Leipzig och München. År 1889 promoverades han i Leipzig till Dr. phil.. Hans avhandling bar titeln: Das reichsstädtische, besonders Nürnberger Söldnerwesen im 14. und 15. Jahrhundert.
Mendheim var sedan 1891 redaktör för Brockhaus Konservationslexikon, medarbetare i Allgemeine Deutsche Biographie liksom i Illustrirte Zeitung. Han skrev utöver dikter och berättelser även biografier över bland andra Emanuel Geibel, Ludwig Uhland och Wilhelm Hauff. Han utgav talrika poetiska och historiska verk, så exempelvis av Johannes Scherr, Gustav Schwab, Joseph Victor von Scheffel och Ferdinand Freiligrath.